# Metropole Orkest
Het Metropole Orkest is een Nederlands orkest voor lichte muziek.
Het Metropole Orkest werd in 1945 opgericht door Dolf van der Linden en heeft zich sindsdien ontwikkeld in vele genres. Het speelt geen klassieke muziek, maar wel jazz, pop, chansons, cabaret, musicals, filmmuziek en wereldmuziek uit vele perioden. Het Metropole Orkest noemt zich het laatste volledige hybride orkest in de wereld. Naast de Bigband beschikt het Metropole Orkest over een volledige symfonische strijkerssectie, een harpist, een hoornist, een hoboïst, meerdere fluitisten en een slagwerksectie.
Het Metropole Orkest produceerde meer dan 150 albums en tegelijkertijd werkte het mee aan duizenden radio- en tv-uitzendingen. Voor nieuw repertoire worden er jaarlijks tussen de 500 en 600 arrangementen geschreven voor een breed scala aan muziekstijlen. Van augustus 2013 tot medio 2020 en opnieuw sinds 2024 is Jules Buckley chef-dirigent.

## Geschiedenis

### 1945-1980

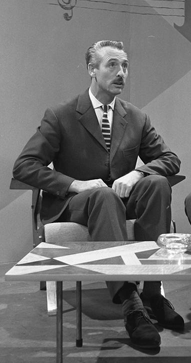
Dolf van der Linden

In 1945 besloten de Nederlandse regering in ballingschap en het koningshuis dat er een ensemble diende te komen dat het volk hoop en vertier zou bieden. Topmusici uit heel Europa worden aangetrokken. De uitgesproken ideeën van Dolf van der Linden spraken tot de verbeelding en het orkest werd snel populair. Van der Linden heeft in totaal 35 jaar leiding gegeven aan het orkest en de ontwikkeling ervan.
De faam van het orkest groeide tot over de landgrenzen dankzij de radio- en later ook televisie-uitzendingen in EBU-verband en de internationale optredens. Een breed scala aan solisten werkte met het orkest, variërend van vocalisten uit de wereld van de opera, operette en musical tot sterren uit het Amerikaanse en Europese jazzcircuit.
Het orkest behield zijn eigen identiteit in een veelheid aan muzikale stijlen en in aanmerkelijk veranderende technische omstandigheden.

### 1980-2005
In 1980 ging Van der Linden met pensioen. Hij werd als artistiek leider en chef-dirigent door Rogier van Otterloo opgevolgd. Het Metropole Orkest kreeg de beschikking over twee ritmesecties, voor de traditionele lichte muziek en de jazz en voor de popmuziek.
Van Otterloos samenwerking met het Metropole Orkest resulteerde in belangrijke internationale film- en televisieprogramma's. Aan de samenwerking tussen orkest en dirigent kwam abrupt een eind toen Van Otterloo in 1988 overleed op 46-jarige leeftijd. In 1991 werd hij opgevolgd door componist en arrangeur Dick Bakker.
Diens komst betekende opnieuw een verjongingskuur. Het orkest trad op bij grootschalige televisieproducties in binnen- en buitenland. Veel aandacht trokken de programma's in samenwerking met de Griekse televisie en de optredens in het Amsterdamse Paradiso. Het aantal zaaloptredens nam toe.

### 2005 tot heden
In 2005 werd Dick Bakker opgevolgd door de Amerikaan Vince Mendoza. Voor het Metropole Orkest schreef Mendoza arrangementen en hij nodigde ook regelmatig bijzondere muzikanten uit, onder wie Elvis Costello, Herbie Hancock, de Brecker Brothers, Silje Nergaard en Ivan Lins.
In 2012 kwam het orkest in de problemen toen de overheid besloot het muziekcentrum voor de omroep op te heffen, waarna een sympathisant een petitie begon die door zo'n 35.000 mensen werd ondertekend. Op 18 december 2012 kwamen de regeringspartijen VVD en PvdA overeen extra geld (7 miljoen) bovenop een eerder beschikbaar gesteld bedrag van 9 miljoen aan het orkest te geven. Het kabinet ging hiermee akkoord, waarmee een overgangsregeling van kracht werd die het voortbestaan van het orkest tot 2017 garandeerde. Het orkest sloeg een weg in waarin het een vernieuwende en vooraanstaande speler probeert te zijn binnen de pop- en jazzmuziek.
In 2013 trad Mendoza af als chef-dirigent. Hij bleef als honorair-dirigent verbonden aan het orkest. Zijn opvolger Jules Buckley was al sinds 2008 gastdirigent. Succesvolle concerten onder leiding van Buckley waren o.a. in samenwerking met Within Temptation, Jonathan Jeremiah, Michael Kiwanuka, Markus Stockhausen, Basement Jaxx, Cory Henry, Snarky Puppy en Jacob Collier. Buckley stopte in juli 2020 als chef-dirigent. In de periode daarna had het orkest geen chef-dirigent maar deelden Buckley, Mendoza (beiden als honorair dirigent) en vaste gastdirigent Miho Hazama de leiding. Op 19 december 2023 werd bekend dat Buckley terugkeerde als chef.
In de aanloop naar het Tweede Kamerdebat van 30 mei 2018 over de cultuurbegroting bracht het Metropole Orkest naar buiten dat het, door de bezuinigingen in de jaren daarvoor, zijn muzikanten nog 50% minder werk kon bieden dan daarvoor. Veel van de muzikanten konden met hun werk als muzikant niet meer genoeg verdienen, en waren genoodzaakt parttime banen te zoeken om hun inkomen aan te vullen. Zulk werk bleek vaak moeilijk te combineren met de onregelmatige tijden van het werk bij het orkest. In een persbericht liet het orkest weten te vrezen voor de kwaliteit en zelfs voor het voortbestaan van het orkest.

## Bezetting
- 1e viool
- 2e viool
- altviool
- cello
- contrabas
- fluit
- hobo
- hoorn
- saxofoon
- trompet
- trombone
- percussie
- basgitaar
- harp
- piano
- synthesizer
- drums

## Chef-dirigenten
- Dolf van der Linden (1945-1980)
- Rogier van Otterloo (1980-1988)
- Dick Bakker (1991-2005)
- Vince Mendoza (2005-2013)
- Jules Buckley (2013-2020)
- Buckley, Mendoza & Hazama (2020-2023)
- Jules Buckley (2024-)

## Discografie

### Albums
| Album met eventuele hitnotering(en) in de Nederlandse Album Top 100   | Datum van verschijnen | Datum van binnenkomst | Hoogste positie | Aantal weken | Opmerkingen                                |
| --------------------------------------------------------------------- | --------------------- | --------------------- | --------------- | ------------ | ------------------------------------------ |
| A time for love                                                       | 1999                  | 13-02-1999            | 9               | 15           | met Cor Bakker                             |
| Live                                                                  | 2001                  | 14-07-2001            | 14              | 11           | o.l.v. Dick Bakker / met Acda en De Munnik |
| MetroPaul - Live In Het Concertgebouw                                 | 2004                  | 01-05-2004            | 35              | 7            | met Paul de Leeuw / Livealbum              |
| My flame burns blue                                                   | 2006                  | 16-09-2006            | 68              | 1            | met Elvis Costello                         |
| The look of love - Burt Bacharach songbook                            | 2006                  | 25-11-2006            | 1(6wk)          | 59           | met Trijntje Oosterhuis                    |
| Who'll speak for love - Burt Bacharach songbook II                    | 2007                  | 08-12-2007            | 2               | 36           | met Trijntje Oosterhuis                    |
| The big band theory                                                   | 2008                  | 13-09-2008            | 2               | 12           | met Barry Hay                              |
| Black symphony                                                        | 22-09-2008            | 27-09-2008            | 3               | 34           | met Within Temptation                      |
| Tears go by                                                           | 2009                  | 07-11-2009            | 54              | 5            | met Anita Meyer                            |
| In een ander licht                                                    | 2009                  | 14-11-2009            | 24              | 16           | met Stef Bos                               |
| Best of Burt Bacharach Live                                           | 27-11-2009            | 05-12-2009            | 52              | 13           | met Trijntje Oosterhuis / Livealbum        |
| Moke                                                                  | 2010                  | 23-10-2010            | 11              | 3            | o.l.v. Jules Buckley / met Moke            |
| A tribute to Billie Holiday                                           | 2010                  | 20-11-2010            | 41              | 3            | o.l.v. Michael Abene / met Ruth Jacott     |
| Ivan Lins & The Metropole Orchestra                                   | 2009                  | 02-04-2011            | 59              | 1            | met Ivan Lins                              |
| Live                                                                  | 16-12-2011            | 24-12-2011            | 39              | 8            | met Alain Clark / Livealbum                |
| The wine of silence - Robert Fripp / Andrew Keeling / David Singleton | 2012                  | 12-05-2012            | 98              | 1            | met Jan Stulen                             |
| Gold dust                                                             | 19-10-2012            | 27-10-2012            | 12              | 4            | met Jonathan Jeremiah                      |
| Sweet soul music                                                      | 2013                  | 20-04-2013            | 7               | 11           | met Edsilia Rombley                        |
| Lean on me - The songs of Bill Withers                                | 2013                  | 11-05-2013            | 8               | 5            | met Sabrina Starke                         |

| Album met hitnotering(en) in de Vlaamse Ultratop 200 albums | Datum van verschijnen | Datum van binnenkomst | Hoogste positie | Aantal weken | Opmerkingen             |
| ----------------------------------------------------------- | --------------------- | --------------------- | --------------- | ------------ | ----------------------- |
| The look of love - Burt Bacharach Songbook                  | 2006                  | 17-03-2007            | 27              | 11           | met Trijntje Oosterhuis |
| Black Symphony                                              | 2008                  | 27-09-2008            | 16              | 12           | met Within Temptation   |
| Gold dust                                                   | 2012                  | 27-10-2012            | 49              | 3*           | met Jonathan Jeremiah   |

### Singles
| Single met eventuele hitnotering(en) in de Nederlandse Top 40 | Datum van verschijnen | Datum van binnenkomst | Hoogste positie | Aantal weken | Opmerkingen                                                                |
| ------------------------------------------------------------- | --------------------- | --------------------- | --------------- | ------------ | -------------------------------------------------------------------------- |
| Limburg (Kwestie van geduld) (Live)                           | 1996                  | 01-06-1996            | 37              | 3            | o.l.v. Dick Bakker / met Rowwen Hèze / Nr. 22 in de Single Top 100         |
| Limburg (Kwestie van geduld) (Live)                           | 1996                  | 13-07-1996            | 27              | 5            | o.l.v. Dick Bakker / met Rowwen Hèze                                       |
| Brussel moeten heten                                          | 2001                  | -                     |                 |              | o.l.v. Dick Bakker / met Acda en De Munnik / Nr. 98 in de Single Top 100   |
| What you're made of                                           | 2006                  | -                     |                 |              | o.l.v. Dick Bakker / met Lucie Silvas / Nr. 79 in de Single Top 100        |
| Do you know the way to San Jose?                              | 2006                  | -                     |                 |              | met Trijntje Oosterhuis / Nr. 38 in de Single Top 100                      |
| Herwinnen (Live)                                              | 2007                  | 24-02-2007            | 21              | 4            | met Nick & Simon / Nr. 6 in de Single Top 100                              |
| That's what friends are for                                   | 2007                  | -                     |                 |              | met Trijntje Oosterhuis / Nr. 90 in de Single Top 100                      |
| Wereldwijd orkest                                             | 2011                  | 03-12-2011            | 12              | 4            | o.l.v. Vince Mendoza m.m.v. diverse artiesten / Nr. 1 in de Single Top 100 |

| Single met hitnotering(en) in de Vlaamse Ultratop 50 | Datum van verschijnen | Datum van binnenkomst | Hoogste positie | Aantal weken | Opmerkingen                                         |
| ---------------------------------------------------- | --------------------- | --------------------- | --------------- | ------------ | --------------------------------------------------- |
| Lazin' in the sunshine                               | 24-09-2012            | 06-10-2012            | tip19           | -            | met Jonathan Jeremiah / Nr. 23 in de Radio 2 Top 30 |
| Gold dust                                            | 2013                  | 16-02-2013            | tip100*         |              | met Jonathan Jeremiah                               |

### Dvd
| Dvd's met hitnoteringen in de DVD Top 30 | Datum van verschijnen' | Datum van binnenkomst | Hoogste positie | Aantal weken | Opmerkingen                            |
| ---------------------------------------- | ---------------------- | --------------------- | --------------- | ------------ | -------------------------------------- |
| Tussen nacht en morgen                   | 2002                   | 14-12-2002            | 5               | 70           | met BLØF                               |
| Tussen schemer en avond                  | 2005                   | 18-06-2005            | 1(2wk)          | 28           | met BLØF                               |
| Black symphony                           | 2008                   | 27-09-2008            | 4               | 34           | met Within Temptation                  |
| Heel - Live in Carré                     | 2008                   | 22-11-2008            | 7               | 7            | met Rob de Nijs                        |
| Big Band theory - Live in Paradiso       | 2009                   | 24-01-2009            | 3               | 10           | als Metropole Big Band / met Barry Hay |
| In een ander licht                       | 2010                   | 16-10-2010            | 18              | 5            | met Stef Bos & Jules Buckley           |

## Prijzen
| Jaar | Prijs                   | Productie                                                                 |
| ---- | ----------------------- | ------------------------------------------------------------------------- |
| 1995 | Gouden Harp             | gehele oeuvre                                                             |
| 1996 | Oscar                   | Antonia: beste niet-Engelstalige film                                     |
| 1997 | Gouden Notekraker       |                                                                           |
| 1998 | Zilveren Reissmicrofoon | inzet voor populaire muziek                                               |
| 2011 | Grammy Award            | Best Instrumental Arrangement: 54, met John Scofield                      |
| 2011 | Latin Grammy Award      | Best Brazilian Album: Ivan Lins & The Metropole Orchestra                 |
| 2012 | Yellow Pencil           | Philips-campagne, met Tribal DDB                                          |
| 2013 | Webby Award             | Metropole Tweetphony                                                      |
| 2016 | Grammy Award            | Best Contemporary Instrumental Album Sylva, met Snarky Puppy              |
| 2020 | Grammy Award            | Best Arrangement, Instruments and Vocals Djesse Vol. 1, met Jacob Collier |